# Wusała Parfianowicz
Wusała Ajasowna Parfianowicz (ros. Вусала Аясовна Парфианович; ur. 30 czerwca 2000) – rosyjska zapaśniczka walcząca w stylu wolnym. Zajęła siódme miejsce na mistrzostwach świata w 2023 roku. 
Druga na MŚ U-23 w 2021, a także na ME U-23 w 2021.
Druga na mistrzostwach Rosji w 2022 i 2024; trzecia w 2020 i 2023 roku.